# 1707 en science
| Années de la science : 1704 - 1705 - 1706 - 1707 - 1708 - 1709 - 1710    |
| Décennies de la science : 1670 - 1680 - 1690 - 1700 - 1710 - 1720 - 1730 |

Cet article présente les faits marquants de l'année 1707 en science.

## Événements
- 23 mai : début de l'éruption sous-marine de la Caldeira de Santorin avec la formation de nouvelles îles[1].
- 22 septembre : Ehrenfried Walther von Tschirnhaus et Johann Friedrich Böttger transfèrent leur laboratoire de Meissen à Dresde pour travailler à la fabrication de la porcelaine. Après la mort de Tschirnhaus en 1708, Böttger continue les travaux et met au point la porcelaine de Saxe en 1709[2].
- 27 septembre : Denis Papin navigue sur la Fulda sur un nouveau bateau mû par quatre roues à aubes de sa conception, à la suite de ses travaux sur l'énergie de la vapeur[3].
- 28 octobre : tremblement de terre et tsunami à Tokaido, un des plus puissants qui aient frappé le Japon[4].
- 24 novembre-22 janvier 1708 : dernière éruption du Mont Fuji au Japon[5].

- Abraham de Moivre publie la formule qui porte son nom[6].

## Publications
- John Floyer : The physician's pulse watch. Il introduit le compte du pouls durant une minute ; il est l'inventeur d'une montre à cet effet.
- Giovanni Maria Lancisi : De subitaneis mortibus (Sur les morts subites ), un des premiers ouvrages en cardiologie.
- Isaac Newton : Arithmetica universalis, ouvrage d'algèbre.
- Georg Ernst Stahl :Theoria medica vera (Vraie théorie médicale[7]).

## Naissances

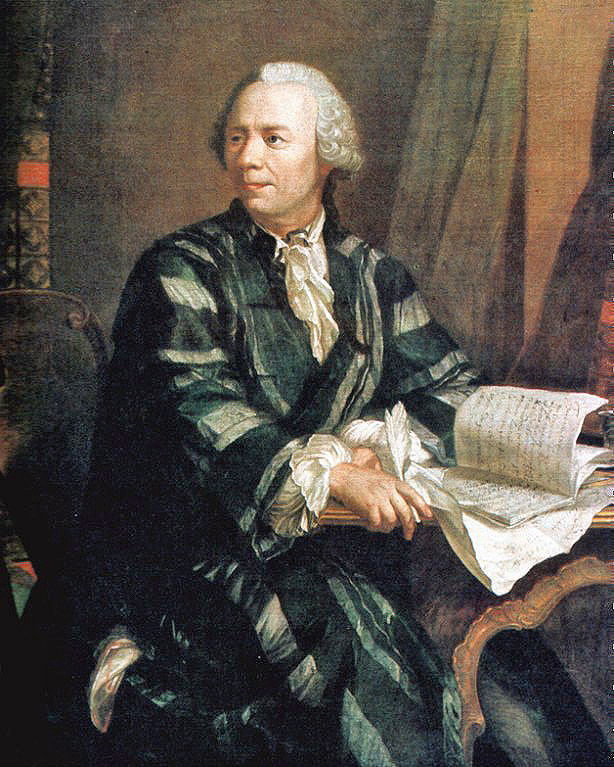
Leonhard Euler

- 11 janvier : Vincenzo Riccati (mort en 1775), mathématicien italien.
- 10 mars : Jean-Paul Grandjean de Fouchy (mort en 1788), astronome français.
- 10 avril : John Pringle (mort en 1782), médecin écossais.
- 15 avril : Leonhard Euler (mort en 1783), mathématicien suisse.
- 23 mai : Carl von Linné (mort en 1778), naturaliste suédois.
- 3 septembre : Johann Peter Süssmilch (mort en 1767), pasteur et démographe statisticien prussien.
- 7 septembre : Georges-Louis Leclerc de Buffon (mort en 1788), naturaliste français.
- 14 septembre : Félix Le Royer de La Sauvagère (mort en 1782), ingénieur militaire et archéologue amateur français.
- 22 décembre : Johann Amman (mort en 1741), naturaliste allemand.

- Benjamin Robins (mort en 1751), scientifique et ingénieur anglais.
- Robert Wood (mort en 1775), archéologue irlandais.
- Vers 1707 : Pierre Beaumesnil (mort en 1787), comédien, voyageur, dessinateur et archéologue français.

## Décès

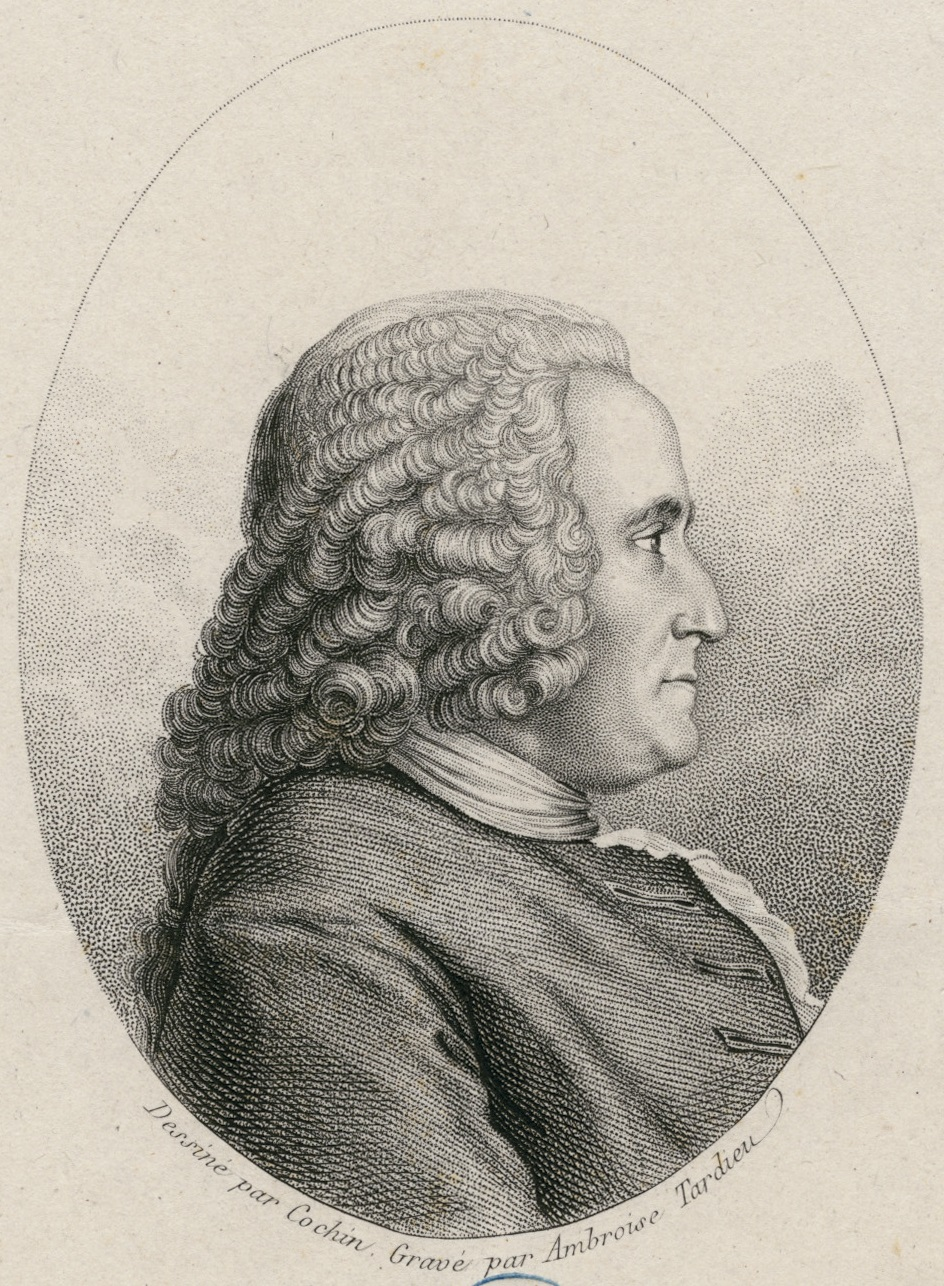
Denis Dodart (1634–1707), gravure d'Ambroise Tardieu

- 18 janvier : Otto Mencke (né en 1644), mathématicien et professeur allemand.

- 17 février : Joachim d'Alencé, astronome et physicien français.

- 27 mars : Jean-François Gerbillon (né en 1654), prêtre jésuite français, missionnaire, astronome et mathématicien à la cour de l'empereur de Chine.
- 30 mars : mort de Vauban, ingénieur militaire français.
- 24 avril : Walter Charleton (né en 1619), médecin et naturaliste britannique, médecin de Charles Ier d'Angleterre[8].
- 5 novembre : Denis Dodart (né en 1634), médecin et botaniste de l'Académie des Sciences
- 22 décembre : Paolo Casati (né en 1617), mathématicien italien.